# Hoeilaart
Hoeilaart és un municipi belga de la província de Brabant Flamenc a la regió de Flandes. Limita amb els municipis de Sint-Genesius-Rode (a l'oest) i d'Overijse (a l'est), de la Regió de Brussel·les-Capital (al nord) i de la regió de Valònia (al sud).